# Siverth K. Heilmann
Siverth Karl Heilmann (født 8. august 1953 i Maniitsoq) er en grønlandsk politiker og medlem af Landstinget. Han repræsenterer partiet Atassut.
Han voksede op som fisker og blev senere politimand og startede sin politiske karriere i 1989, da han blev valgt ind i kommunestyret i Maniitsoq Kommune, hvor han senere blev borgmester. 
Han blev valgt ind i Landstinget første gang i 1995, og var i perioden 2005-2009 Landsstyremedlem for Erhverv, Arbejdsmarked og Erhvervsuddannelser i Regeringen Hans Enoksen II.